# Nasria Baghdad-Azaïdj
Nasria Baghdad-Azaïdj, née le 29 octobre 1971, est une athlète algérienne.

## Carrière
Elle est sacrée championne d'Afrique de semi-marathon en 1999 à Jijel, médaillée d'argent du semi-marathon aux Jeux panarabes de 1999 et remporte les titres individuels et par équipe en cross court et long aux Championnats arabes de cross-country en 2002 à Amman.
Elle participe au 10 000 mètres féminin aux Jeux olympiques d'été de 2000 à Sydney ; elle est éliminée en séries. Elle dispute également le marathon féminin aux Jeux olympiques d'été de 2004 à Athènes mais ne finit pas la course.
Elle est championne d'Algérie du 1 500 mètres en 1996, du 5 000 mètres en 1994, 1996, 2000 et 2001, du 10 000 mètres en 1994, 1999 et 2004, du semi-marathon en 1997 et 1999, de cross long en 1995, 1996, 1997, 1999, 2000, 2002, 2003 et 2004 et de cross court en 2001, 2002 et 2004.